# Кадукли
Кадукли (на арабски: كادقلي; на английски: Kadugli или Kaduqli) е град в Судан, столица на провинцията Южен Курдуфан. Намира се на 240 км южно от Обейд, в северната част на равнините около Бели Нил.

## История
Кадукли е създаден по време на египетското управление в началото на 19 век, като център за събиране на роби за Египетската армия.
Сега е пункт за търговия с арабска гума (гума арабика) и жива стока. Индустрията включва текстил, сапунени фабрики и кожарска промишленост.
Кадукли също е и седалище на Сектор IV на Мисията на ООН в Судан. Сектор IV приютява египетския контингент и също включва индийския въздушен контингент, съставен от хеликоптери Ми-17.